# Tupan
Tupan (cyr. Тупан) – wieś w Czarnogórze, w gminie Nikšić. W 2011 roku liczyła 137 mieszkańców.